# Hat Trick (album)
Hat Trick è un album del gruppo musicale America, pubblicato nel 1973.

## Tracce
1. Muskrat Love - (Willis Alan Ramsey)
2. Wind Wave - (Dewey Bunnel)
3. She's Gonna Let You Down - (Gerry Beckley)
4. Rainbow Song - (Dewey Bunnel)
5. Submarine Ladies - (Gerry Beckley)
6. It's Life - (Dan Peek)
7. Hat Trick - (Dan Peek - Gerry Beckley - Dewey Bunnel)
8. Molten Love - (Dewey Bunnel)
9. Green Monkey - (Dewey Bunnel)
10. Willow Tree Lullaby - (Dan Peek)
11. Goodbye - (Gerry Beckley)